# Portofino
Portofino är en liten italiensk fiskestad och turistort, som också är en kommun. Portofino ligger i storstadsregionen Genua, innan 2015 provinsen Genova, i regionen Ligurien på Riviera di Levante och kommunen hade 387 invånare (2018). Staden är en populär turistort och anses som en av Medelhavets vackraste städer, där den klättrar uppför bergssluttningarna från den gamla hamnen. Staden har genom åren haft många prominenta gäster. Det var till exempel här som Richard Burton friade till Elizabeth Taylor.

## Litteratur

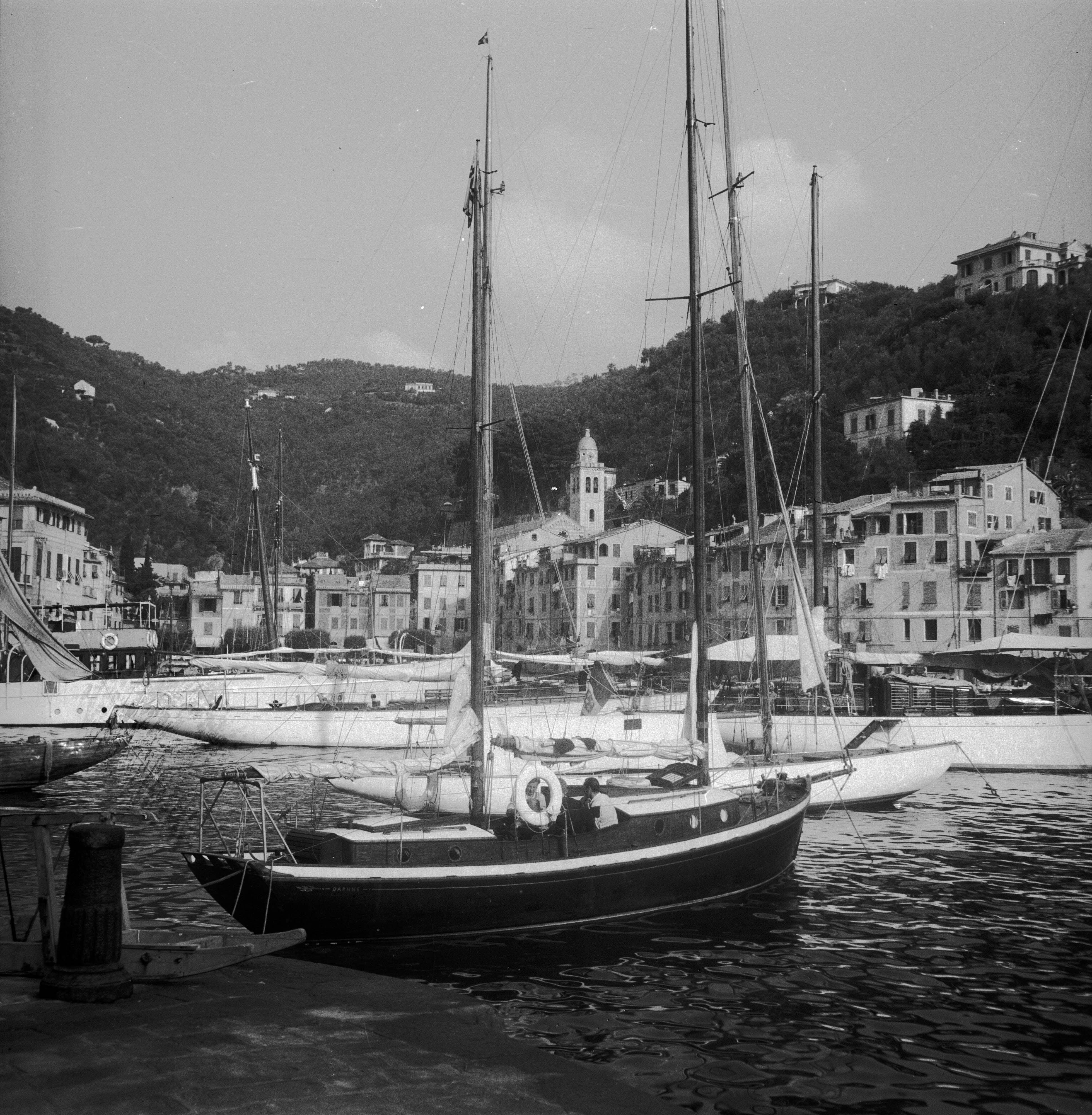
Göran Schildts ketch Daphne i Portofino år 1948

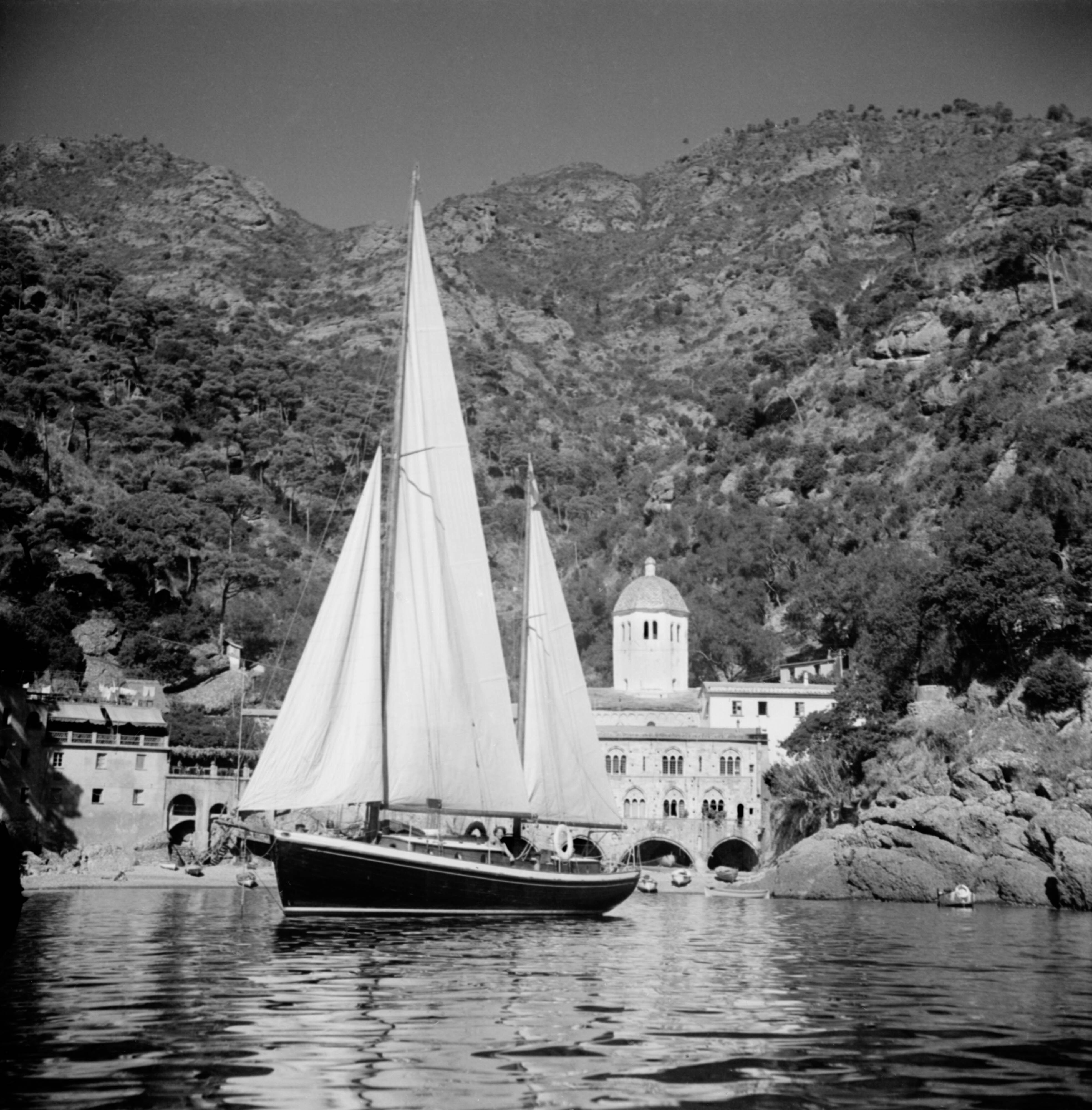
San Fruttuoso nära Portofino år 1949, bild tagen av författare Göran Schildt